# Liqueur d'anis

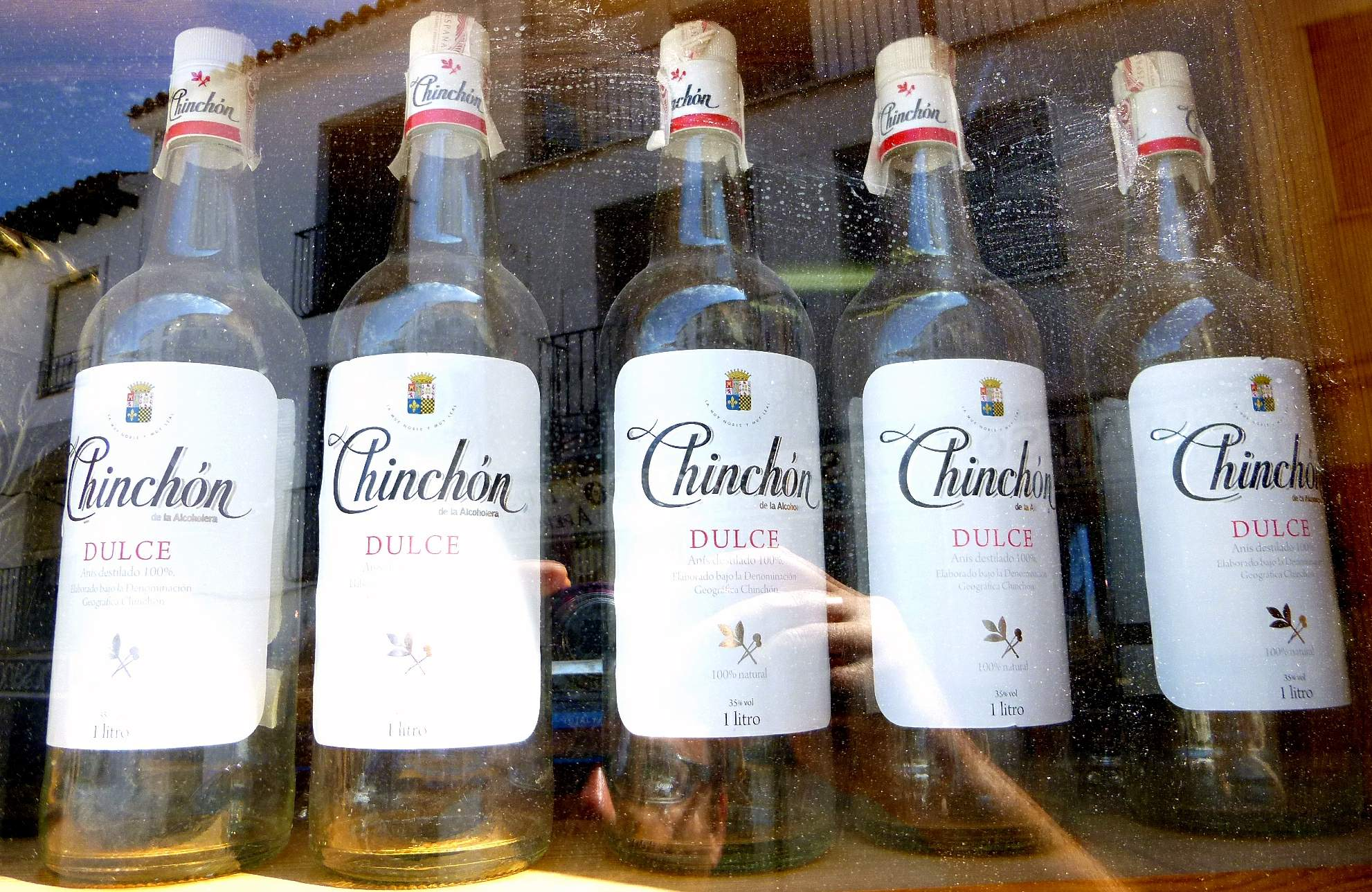
Bouteilles d'anis espagnoles de Chinchón.

L'anis est une boisson spiritueuse très alcoolisée qui doit son nom au fruit de la plante dont elle est habituellement tirée : Pimpinella anisum, connue en anglais sous le nom de anise.
Le concept d'anis en tant que liqueur est juridiquement très restreint dans l'Union européenne où la grande majorité des boissons de ce type ne sont pas considérées comme des spiritueux ; il change également d'une culture et d'une époque à l'autre. En Amérique latine, il existe une variété de boissons à base d'anis qui, dans certains pays, sont considérées comme des aguardientes. Indépendamment de ces restrictions sémantiques, les boissons alcoolisées à base d'anis sont universellement distinguées sans ambiguïté dans le domaine de la bromatologie.

## Définition
Non seulement Pimpinella anisum L., mais aussi la badiane (anis étoilé), le fenouil et même d'autres fruits et graines contenant de l'anéthol sont utilisés dans la production de cette liqueur. La législation de l'Union européenne distingue jusqu'à cinq dénominations de vente des boissons alcoolisées à base d'anéthole : « boissons spiritueuses anisées », « pastis », « pastis de Marseille », « anis » et « anis distillé ». Pour chacun de ces noms, certaines exigences et conditions sont prévues. Ce n'est que si elles sont respectées qu'elles peuvent porter la dénomination correspondante dans leur description, leur présentation et leur étiquetage, car ce n'est pas une fermentation alcoolique mais l'anéthol (responsable de l'effet laiteux lorsqu'on ajoute de l'eau) qui donne à la boisson son goût.